# Crawfordville (Florida)
Crawfordville statisztikai település az USA Florida államában. Lakosainak száma 4853 fő (2020. április 1.).

## Népesség
A település népességének változása:

| 2010 | 3 702 |
| 2020 | 4 853 |